# Eric Stoltz
Eric Stoltz (Whittier (Californië), 30 september 1961) is een Amerikaans acteur.

## Biografie
Stoltz begon zijn carrière in 1978, vooral spelend in televisiefilms. In de jaren 80 was hij vooral in tienerfilms te zien, waaronder de klassieker Fast Times at Ridgemont High. Stoltz zou oorspronkelijk de rol van Marty McFly spelen in Back to the Future, maar werd na vijf opnameweken vervangen voor Michael J. Fox, die meer humor uit zou stralen.
Tegenwoordig levert Stoltz bijrollen in bekende films.

## Filmografie (selectie)
- 1982: Fast Times at Ridgemont High
- 1984: The Wild Life
- 1985: Mask
- 1985: Code Name: Emerald
- 1987: Some Kind of Wonderful
- 1987: Sister, Sister
- 1989: The Fly II
- 1989: Say Anything...
- 1990: Memphis Belle
- 1992: The Waterdance
- 1992: Singles
- 1992: The Heart of Justice (tv-film)
- 1993: Bodies, Rest & Motion
- 1994: Pulp Fiction
- 1994: Killing Zoe
- 1994: Sleep with Me
- 1994: Little Women
- 1995: Rob Roy
- 1995: Fluke
- 1995: The Prophecy
- 1995: Kicking and Screaming
- 1996: Grace of My Heart
- 1996: 2 Days in the Valley
- 1996: Jerry Maguire
- 1997: Anaconda
- 1999: A Murder of Crows
- 1999: Our Guys: Outrage at Glen Ridge (tv-film)
- 2000: The House of Mirth
- 2001: Harvard Man
- 2002: The Rules of Attraction
- 2004: The Butterfly Effect
- 2005: The Honeymooners
- 2005: The Triangle

- Biblioteca Nacional de España: XX1297903
- Bibliothèque nationale de France: cb140311941 (data)
- Gemeinsame Normdatei: 14111617X
- International Standard Name Identifier: 0000 0001 1833 6029
- Library of Congress Control Number: no95048299
- MusicBrainz: 25e03c10-1cb5-4c3b-b24a-6b9071107e30
- Nationale Bibliotheek van Tsjechië: xx0026902
- Nationale Bibliotheek van Israël: 987007422657705171
- Nationale Bibliotheek van Polen: a0000001706419
- Nederlandse Thesaurus van Auteursnamen: 073654035
- SNAC: w6hx28q8
- Système universitaire de documentation: 069053863
- Virtual International Authority File: 88396873
- WorldCat: E39PBJm9c94hgpJQ9qFCmJhbVC